# Académie des beaux-arts de Tournai
 (février 2025).
 (février 2025).
Si vous disposez d'ouvrages ou d'articles de référence ou si vous connaissez des sites web de qualité traitant du thème abordé ici, merci de compléter l'article en donnant les références utiles à sa vérifiabilité et en les liant à la section « Notes et références ».
 (février 2025).
La mise en forme du texte ne suit pas les recommandations de Wikipédia : il faut le « wikifier ».
Les points d'amélioration suivants sont les cas les plus fréquents. Le détail des points à revoir est peut-être précisé sur la page de discussion.
- Les titres sont pré-formatés par le logiciel. Ils ne sont ni en capitales, ni en gras.
- Le texte ne doit pas être écrit en capitales (les noms de famille non plus), ni en gras, ni en italique, ni en « petit »…
- Le gras n'est utilisé que pour surligner le titre de l'article dans l'introduction, une seule fois.
- L'italique est rarement utilisé : mots en langue étrangère, titres d'œuvres, noms de bateaux, etc.
- Les citations ne sont pas en italique mais en corps de texte normal. Elles sont entourées par des guillemets français : « et ».
- Les listes à puces sont à éviter, des paragraphes rédigés étant largement préférés. Les tableaux sont à réserver à la présentation de données structurées (résultats, etc.).
- Les appels de note de bas de page (petits chiffres en exposant, introduits par l'outil «  Source ») sont à placer entre la fin de phrase et le point final[comme ça].
- Les liens internes (vers d'autres articles de Wikipédia) sont à choisir avec parcimonie. Créez des liens vers des articles approfondissant le sujet. Les termes génériques sans rapport avec le sujet sont à éviter, ainsi que les répétitions de liens vers un même terme.
- Les liens externes sont à placer uniquement dans une section « Liens externes », à la fin de l'article. Ces liens sont à choisir avec parcimonie suivant les règles définies. Si un lien sert de source à l'article, son insertion dans le texte est à faire par les notes de bas de page.
- La présentation des références doit suivre les conventions bibliographiques. Il est recommandé d'utiliser les modèles {{Ouvrage}}, {{Chapitre}}, {{Article}}, {{Lien web}} et/ou {{Bibliographie}}. Le mode d'édition visuel peut mettre en forme automatiquement les références.
- Insérer une infobox (cadre d'informations à droite) n'est pas obligatoire pour parachever la mise en page.

Pour une aide détaillée, merci de consulter Aide:Wikification.
Si vous pensez que ces points ont été résolus, vous pouvez retirer ce bandeau et améliorer la mise en forme d'un autre article.
L’Académie des beaux-arts de Tournai, créée en 1756, marquera de son empreinte les arts et l’architecture de la ville de Tournai et de ses environs. Ses élèves développeront leur art dans toute l’Europe, plus particulièrement en Belgique et en France.

## Histoire
Au XVIIIe siècle, la création d’académies se développe en Europe. Ainsi sur le territoire de l’actuelle Belgique, la création de l'académie de Tournai suit celle d'Anvers (1663), de Bruxelles (1711) et de Gand (1751).
À l’origine, la création de cette académie correspond avant tout à un besoin économique, celui de faciliter et d’améliorer la qualité du travail des manufactures de porcelaine de la ville, notamment celle de la plus célèbre d’entre elles, la manufacture Péterinck créée en 1751 (François Joseph Peterinck). Les textes fondateurs de « l’académie de dessin » datent en effet des 14 et 28 septembre 1756. Antoine Gilis (1702-1781), sculpteur de Valenciennes, qui en sera l’initiateur et le premier directeur rappelle dans son courrier du 7 septembre 1756 aux « Magistrats Tournay » que ceux-ci cherchent « un homme capable de former une académie et donner la leçon de dessein pour y perfectionner les arts, les métiers et manufactures, donner une émulation aux jeunes gens de cette ville et former des élèves pour la manufacture de porcelaines... »
Les premiers locaux seront sis à la Grand Garde, sur la Grand Place de l’antique cité, juste à côté de la Halle aux draps. L’ouverture officielle a lieu le 1er avril 1757.
Elle occupera ensuite divers locaux dont des musées (1864), puis celui de la rue du Château près de l’ancien couvent des Célestines (1867), avant de s’installer définitivement dans les locaux désaffectés de l’Hôpital Notre-Dame dans la rue éponyme (1895). Elle ne quittera plus ce bâtiment, érigé en 1758, sauf pendant la Grande Guerre après son expulsion en février 1917 par les troupes allemandes.

## L’enseignement au fil des siècles
Son évolution suit les mœurs et l’histoire de la Belgique.

### XVIIIesiècle
À la création par les Gillis.
« Les dits Gillis... formeront à leurs frais une académie où tous les jours de la semaine, les dimanches et fêtes exceptées, ils donneront gratis la leçon de dessiner du modelage. »
L'académie est composée de deux classes, une pour les commerçants (les professionnels) et l'autre pour ceux en état de dessiner d'après la bosse (i.e. la ronde bosse : un ouvrage de sculpture en plein relief). Il est prévu ultérieurement une troisième classe pour dessiner et modeler d'après nature.

### XIXesiècle
Sous l'Empire français, à l'initiative du maire De Rasse et du directeur Piat Sauvage, l'académie rouvre le 1er janvier 1808. On y enseigne aussi la sculpture et l'architecture. En outre, est prévu également l'enseignement des cartes géographiques et de l’arpentage.
Sous Corneille Ceil, s’ajoutent les cours d'anatomie artistique et de dessin linéaire.
Dans la seconde moitié du XIXe siècle, Léonce Legendre étant le directeur, on enseigne désormais les matières suivantes :
- dessin d'après gravure ;
- dessin ombré d'après moulage ;
- dessin et peinture d'après modèle vivant ;
- le modelage ;
- l'architecture ;
- la perspective.

Les cours ont lieu le soir, sauf pour la peinture.

### XXesiècle
Au début du siècle sous Louis Pion. les programmes sont réorganisés et l'enseignement prend un caractère plus professionnel avec :
- la section de peinture décorative de jour ;
- les ateliers de menuiserie, de décoration et même de composition typographique.

En 1923, suivant en cela l'évolution des mœurs, les cours deviennent accessibles aux jeunes filles.
En 1929, le nouveau directeur Léonce Pion crée un cours d'initiation à la technique de la tapisserie.
On note aussi un cours de peinture en bâtiment, l'imitation des bois et marbres, des cours de lettres, un cours de peinture sur céramique, un cours de publicité, de gravure, de taille de la pierre et du bois. Un cours d'histoire des arts régionaux est même mis en place. S'y ajoutent les cours d'architecture de jour, et d'initiation esthétique.
À la fin du siècle, l'académie fait partie du second degré d'enseignements artistique supérieur.
Désormais l'enseignement supérieur porte :
- sur les recherches picturales et tridimensionnelles (dessin et peinture) ;
- le stylisme et le textile (dont le design) ;
- l'art et la communication (dont publicité) ;
- la représentation et le mouvement (arts numériques).

### XXIesiècle
Aujourd’hui, l’Académie des beaux-arts de Tournai (AC’T) est une école supérieure des arts (ESA) de type long qui s’inscrit dans le cadre de l’harmonisation européenne de l’enseignement supérieur. Elle adopte ainsi le système des ECTS (système européen de transfert de crédits) qui permet à tout étudiant de poursuivre une partie de ses études dans un autre pays de la Communauté européenne.
Établissement communal, subventionné par la Communauté française de Belgique, elle offre 9 options :
- le dessin ;
- la peinture ;
- le design textile ;
- l'architecture d'intérieur ;
- la communication visuelle ;
- la publicité ;
- les arts numériques ;
- la bande dessinée ;
- l'illustration.

L’histoire de l’Académie des beaux-arts sera avant tout marquée par la personnalité de ses nombreux directeurs et élèves.

## Directeurs
- Antoine Gilis (1757), Directeur fondateur.
- Jean Gilis (1767), Son fils.
- Jacques Lefebvre-Caters (1782)

Les cours sont délaissés compte tenu des troubles révolutionnaires.
- Piat Sauvage (1808)

Réouverture le 1er janvier.
- Van Bogaert (1818)
- Corneille Cels (1819)
- Philippe-Auguste Hennequin (1826), un lyonnais, élève de David.

L’indépendance de la Belgique en 1830 influence fortement l’enseignement.
- Lucien Gisler et Bruno Renard (1833)
- Antoine Payen (1838)
- Joseph Stallaert (1853), bruxellois: sera appelé à l’Académie de Bruxelles.
- André Hennebicq (1866)
- Léonce Legendre (1867), brugeois et Prix de Rome.

L’Académie part rue du Château.
- Louis Pion (1893), gendre du précédent. Sera également conservateur du Musée des Beaux Arts.

Transfert de l’Académie rue de l’Hôpital Notre Dame (1895).
- Léonce Pion(1929), fils du précédent : le remplace à l’Académie comme au Musée.
- André Winance (1961)
- Anne Garnier (1978)
- Gilbert Racquez (1985)
- Bernard Bay (2003)
- Olivier Reman (2025)

## Professeurs (XXe Siècle)
- André Winance (Peintre - Professeur d'architecture 1943 - 1973)
- Amédée Huglo (Professeur de modelage)
- Maurice De Korte (Professeur de modelage)
- Marcel Tock (Professeur d'architecture)
- L. Vandermeulen (Professeur de modelage)
- Léonce Pion (Professeur de dessin et peinture)
- Jean Leroy (Professeur de dessin d'observation)
- Dina Van Looy (Professeure de peinture sur biscuit)
- Fernande Dubois (Professeure de tapisserie)
- Gustave Fack (Professeur de dessin d'observation)
- Christiane Mercier (Professeure de décoration et peinture décorative)
- Emile Salkin (Professeur d'initiation esthétique)
- Albert Baisieux (Moniteur de modelage)
- Jean Winance (Professeur de dessin)
- Claudine Leroy (Professeure de tapisserie)
- Stella Laurent (Professeure de ...)
- Yvette Desombert (Professeure de tapisserie)
- Louis Deltour (Professeur de peinture décorative)
- Jean-Marie Pirson (Professeur d'architecture)
- René Huin (Professeur de graphisme et de couleur)
- Maurice de Roux (Professeur de modelage)
- Alain Winance (Graveur, peintre - Professeur de dessin)
- Francis Bogaert (Professeur de dessin)
- Robert Degeneve (Professeur de dessin et arts plastiques)
- Richard Owczarek (Professeur de céramique)
- Jean Decarpentrie (Professeur de projection-dessin)
- Claude Ginion (Professeur d'architecture)
- Monique Alluin (Professeur de photographie)
- Jean-Marie Molle (Professeur de peinture et de gravure)
- Luc Mondry (Professeur de peinture)
- Pierre Van Crayenest (Professeur de sculpture)
- Jean-Jacques Bourgeois (Professeur de peinture)
- Claudine Mol (Professeure de tapisserie)
- Michel Moffarts (professeur de couleur)
- Jean-Pierre Guerin (Publicitaire - Professeur de technologie de la publicité)
- Victor Noël (Peintre - Professeur de peinture)
- Pierre Grosjean (Professeur d'ameublement et décoration)
- Arlette Vermeiren (Plasticienne - Professeure de sérigraphie)
- Georges Vercheval (Professeur de photographie)
- Jean-Claude Dewever (Professeur des arts du meuble)
- Robert Detheux (Peintre et graphiste - Professeur de publicité)
- Antonio Cossu (Dessinateur de bande dessinée - Professeur de bande dessinée)
- Thierry Umbreit (Illustrateur - Professeur d'illustration)
- Paul Lembourg (Plasticien - Professeur de dessin infographique)
- Jean-Marie Mahieu (Peintre - Professeur de dessin)
- Thérèse Malghem (Dessinatrice - Professeure de modèle vivant)
- Eddy Devolder (Ecrivain/plasticien - Professeur de littérature et récit narratif)
- Arthuro Dacosta (Cinéaste - Professeur d'histoire du cinéma)
- Bernard Josse (Graphiste - Professeur de graphisme, publicité et communication Visuelle)
- Alain Ceysens (Photographe - Professeur de photographie)
- Bertrand Gobbaerts (Dessinateur - Professeur de dessin et moyen d'expression)
- Saskia Weyts (Plasticienne - Professeure de dessin)
- Chritian Rolet (Plasticien - Professeur de peinture)
- Francis Behets (Céramiste - Professeur de volume)
- Christian Varese (Plasticien - Professeur de design textile)

## Élèves
Éléments d’information sur quelques élèves connus de l’Académie ainsi que quelques-unes de leurs réalisations.
Certains d’entre eux sont également professeurs ou directeurs de la dite académie.
- Charles Allard (1860-1921), peintre et professeur.
- Fernand Allard l'Olivier (1883-1933), peintre membre de la section artistique de l'armée belge en campagne, a peint la Grande Guerre et des scènes de voyages. Décède au Congo.
- James Allard (1890-1974), architecte
- Pierre Bourla (1783-1866), architecte. Théâtres de Tournai et d'Anvers.
- Antoine Bruyenne (1811-1866), architecte. Nombreuses églises du Tournaisis ; participe à la restauration de la cathédrale.
- Charles Cauler (1776-1852), ciseleur et sculpteur. À Paris, il cisèle les quatre aigles de la base de la colonne Vendôme et les portes de bronze du Louvre. Napoléon le fait travailler sur l’Arc de triomphe du Carrousel.
- Arthur Chantry (1858-1931), peintre et professeur.
- Georges de Porre (1859-1926), architecte et professeur. Dessine les plans du Cercle artistique de Tournai.
- Florentin Decraene (1793-1852) Sera peintre officiel de la Cour d’Espagne.
- Robert Degenève (1919-2008) professeur, peintre, sculpteur, cartonnier. Nombreux prix. Réalise les vitraux de la basilique de Koekelberg à Bruxelles. Adopte le tournant de l’abstraction.
- Maurice De Korte (1889-1971) sculpteur.
- Louis Deltour (1927-1998) professeur. Membre fondateur du groupe Force Murale et de la Jeune Peinture belge. Recherche un art populaire accessible à tous.
- Aimable Dubrieux (1916-1889) sculpteur. Parmi ses nombreuses réalisations, on peut citer la statue de la princesse d’Epinoy sur la Grand place de Tournai (1863).
- Hippolyte Equernez (1773-1854) peintre. Collectionneur, il sera en partie à l’origine du futur Musée des beaux-arts de Tournai et en sera aussi le premier conservateur.
- Barthelemy Frison (1816-1877) sculpteur. Participe à la décoration de la place du Louvre à Paris.
- Louis Gallait (1810-1887) peintre, surtout connu et reconnu comme peintre de sujets historiques (dont l’abdication de Charles Quint). Sa statue se dresse devant l’Hôtel de Ville de Tournai (ancienne abbaye St Martin).
- Fernand Gaudfroy (1885-1964) Production importante (notamment très nombreux portraits).
- George Grard (1901-1984), sculpteur. Ses nus féminins aux courbes plantureuses seront source de scandales publics...
- Louis Haghe (1806-1886), peintre et lithographe, exerce surtout la lithographie : il fonde à Londres le premier établissement lithographique. Il l’abandonne en 1852 pour l’aquarelle. Il devient dessinateur attitré de la reine Victoria.
- Philippe-Auguste Hennequin (1762-1833), directeur de 1829 à 1832. C’est un peintre d’histoire qui sera apprécié un moment par Napoléon.
- Léon Herbo (1850-1907), peintre de nombreux portraits réalistes.
- Florentin Houzé (1809-1905), peintre, élève de 1828 à 1830.
- Joseph Lacasse (1894-1975), peintre et sculpteur. À Tournai, il exprime la vie et la souffrance du prolétariat et des ouvriers des carrières. Il part définitivement à Paris en 1925. Il est considéré comme l’un des premiers peintres abstraits et cubistes du XXe siècle.
- Jacques Lefebvre-Caters (1744-1810) Professeur et directeur. Il fonde une manufacture de bronze doré et ciselé ainsi que de l’orfèvrerie. Il fonde aussi un atelier pour travailler le marbre. Sa production se vendra dans l’Europe entière.
- Denis Lecocq (1805-1851), peintre et sculpteur.
- Léonce Legendre (1831-1893) Brugeois, sculpteur et directeur. Son œuvre picturale dénote une grande sûreté dans le dessin. Il participe activement à la création du Cercle artistique et du Musée des Arts décoratifs (base du futur Musée des Beaux Arts) de la ville de Tournai.
- Jean Leroy (1896-1939), peintre, s’installe d’abord comme peintre décorateur, mais devient ensuite professeur de dessin de l’académie. C’est un excellent dessinateur. Les œuvres des dernières années évoluent vers un art plus épuré qui est apprécié et lui apportent une reconnaissance tardive en Belgique.
- Joseph Malainse (1744-1815); se fixe assez vite à Paris où il est nommé peintre de Louis XVI. Il y travaille également pour la manufacture des Gobelins.
- François-Joseph Manisfeld (1742-1807), peintre et dessinateur, auteur de portraits, de sujets religieux et allégoriques. Il réalisait également des copies d’œuvres anciennes. Il fit toute sa carrière à Tournai.
- Jean Ghislain Mayer (1754-1825), peintre sur porcelaine. Célèbre pour un service de table de 1600 pièces commandé par Louis Philippe d’Orléans.
- Jules Messian (1869-1956) et Edmond(1896-1955). Ce sont avant tout des photographes qui immortaliseront la ville de Tournai.
- Antoine Payen (1795-1853). Peintre et directeur. Apprécié pour ses paysages.
- Léonce Pion (1896-1988) Succède à son père tant à l’Académie qu’au Musée des Beaux arts.
- Louis Pion (1851-1934), professeur et directeur. Succède à son beau-père Léonce Legendre. Il va transférer l’Académie en 1904 à l’Hôpital Notre Dame. Est nommé conservateur du Musée des Beaux Arts qui est établi sur les plans de Victor Horta (ouverture en 1928). Dessinateur de qualité.
- Bruno Renard (1781-1861), architecte et professeur. Participe à de nombreux travaux dans la ville de Tournai qui contribueront à sa transformation. Il exécute aussi le relevé de nombreux monuments aujourd’hui détruits (par vétusté, modernisations, guerres surtout).
- Émile Salkin (1900-1977) Son œuvre variée traduit les évolutions picturales de son temps : fauvisme, expressionnisme ; vision géométrique proche de l’abstraction.
- René Serrano (1975) Premier étudiant Mexicain. Photographe et peintre. Il sera le premier directeur de l'école des arts numériques dans la ville de Morelia, Michoacán au Mexique
- Piat Sauvage (1744-1818), peintre et directeur. C’est un spécialiste de la peinture en trompe-l’œil. Il a vécu et exercé longtemps en France : nombreuses œuvres dans les musées français.
- Adolphe Vasseur (1827-1910), architecte. Comme son frère Charles (1826-1910), il laisse des vues pittoresques du vieux Tournai de son époque.
- Jean-Baptiste Vifquin (1789-1854), architecte. Sera chargé de l’urbanisation et de la modernisation de la ville de Bruxelles, capitale du nouvel État, ainsi que de la modernisation du réseau ferré belge l’un des plus denses du XIXe siècle.